# ドイツ連邦道路53号線
ドイツ連邦道路53号線 (独: Bundesstraße 53、短縮形 B 53) はドイツ ラインラント＝プファルツ州の、モーゼル川に沿ってトリーアから、コッヘム＝ツェル郡のアルフに至るドイツ連邦道路。

## コース
トリーアの西、モーゼル川に掛かるカイザー・ヴィルヘルム橋)から始まり、トリーアのビーヴェル地区、エーラング＝クヴィント地区を通る。
2007年4月16日までは、トリーアの街の中を通っていた。 Biewer-Pfalzelバイパスの完成以来シュヴァイヒまで直結している。
シュヴァイヒからは、モーゼル川に沿って、ほとんど左岸、時に右岸をベルンカステル＝クース、トラーベン＝トラーバッハ、ツェルを経由してアルフに至る。
ツェルティンゲンとベルンカステル＝クースの間は、モーゼル川に沿ってドイツ連邦道路50号線と8kmほど重なり並行している。